# Oracle E-Business Suite
Oracle E-Business Suite – zintegrowany system informatyczny ERP firmy Oracle Corporation składający się z funkcjonalnych modułów, takich jak np. zarządzanie finansami, łańcuchem dostaw, produkcją procesową, dyskretną, inwestycjami, zasobami ludzkimi, system informowania kierownictwa.
System oferowany jest dużym i średnim przedsiębiorstwom na większości dostępnych platform sprzętowych z graficznym interfejsem użytkownika w architekturze klient-serwer.

## Moduły
- Oracle CRM
- Oracle Financials
- Oracle HRMS
- Oracle Mobile Supply Chain Applications
- Oracle Order Management
- Oracle Procurement
- Oracle Project Portfolio Management
- Oracle Quotes
- Oracle Transportation Management
- Oracle Warehouse Management Systems
- Oracle Inventory
- Oracle Enterprise Asset Management